# Paphinia dunstervillei
Paphinia dunstervillei är en orkidéart som beskrevs av Dodson och Gustavo Adolfo Romero. Paphinia dunstervillei ingår i släktet Paphinia och familjen orkidéer. Inga underarter finns listade i Catalogue of Life.